# Первый номер (сериал)
«Пе́рвый но́мер» — российский драматический комедийный сериал по сценарию Сергея Минаева. Производством проекта занимается компания «Медиаслово». 
Цифровая премьера сериала состоялась 1 декабря 2024 года в онлайн-кинотеатре Kion. Телевизионная премьера состоялась на Первом канале 31 января 2025 года.
21 марта 2025 года сериал был официально продлён на второй сезон.

## Сюжет
Писателю Константину Иноземцеву делают заманчивое предложение — стать главным редактором популярного глянцевого журнала. Константин далёк от мира глянца и даже презирает его, однако соглашается. Популярность и финансовый успех — в прошлом, сейчас его жизнь — это кредиты, долги, алкоголь и беспорядочные связи. Именно поэтому редакция журнала и «тусовка» удивлена такому назначению. Константин меняет в журнале всё, пытаясь издать первый номер, не подозревая, что является пешкой в игре за большие деньги. 

## В ролях
| Актёр               | Роль                                                                                  |
| ------------------- | ------------------------------------------------------------------------------------- |
| Евгений Цыганов     | Константин Иноземцев писатель                                                         |
| Надежда Михалкова   | Мария Фролова вице-президент холдинга                                                 |
| Петар Зекавица      | Александр Пирс работодатель                                                           |
| Павел Деревянко     | Дмитрий Кравцов кинопродюсер                                                          |
| Александра Бортич   | Вика Генис журналистка и и писательница                                               |
| Равшана Куркова     | Ольга Кравцова жена Димы                                                              |
| Игорь Верник        | Станислав Мирский основатель и владелец глянцевого журнала IDOL                       |
| Александр Устюгов   | Иосиф Горелкин глава международного медиахолдинга                                     |
| Денис Власенко      | Вова веб-дизайнер редакции IDOL                                                       |
| Егор Корешков       | Олег Проскуряков заместитель главного редактора журнала IDOL                          |
| Лукерья Ильяшенко   | Арина Петрова директор по рекламе в журнале IDOL, жена Олега Проскурякова             |
| Александра Ребёнок  | Зинаида Фетисова бренд-директор рекламного агентства «Дженезис»                       |
| Ида Галич           | Инна Дроздова одна из самых популярных блогерш Рунета                                 |
| Ольга Сутулова      | Алёна Долина культовая журналистка, одна из первых и главных людей российского глянца |
| Мария Андреева      | Катя сестра Константина Иноземцева                                                    |
| Леонид Ярмольник    | Алексей Римонов писатель, считается последним живым русским классиком                 |
| Александр Цыпкин    | Санья друг Римонова                                                                   |
| Сергей Минаев       | Геша друг Римонова                                                                    |
| Дмитрий Колчин      | Жора Лопахин директор и владелец компании «СадОК»                                     |
| Владислав Долженков | Влад Шульгин                                                                          |
| Давид Ниамеди       | Паша сотрудник журнара IDOL                                                           |
| Алёна Долецкая      | Алёна                                                                                 |
| Сергей Волков       | Иван                                                                                  |
| Арсений Тычинин     | сын Дмитрия и Ольги                                                                   |
| Денис Синявский     | издатель                                                                              |
| Екатерина Синебок   | маникюрщица                                                                           |
| Сергей Епишев       | Игорь Жилин главред IDOL                                                              |
| Дмитрий Куличков    | Алексей Пекарев продюсер Инны Дроздовой                                               |
| Елена Ворончихина   | Зинаида                                                                               |
| Алёна Спивак        | Анна                                                                                  |
| Лолита Таборко      | Лена                                                                                  |
| Михаил Бабичев      | Тимур                                                                                 |
| Евгений Дудников    | Лёха                                                                                  |
| Олег Каменщиков     | капитан милиции                                                                       |
| Кристина Казинская  | Евгения                                                                               |
| Софья Шидловская    | Таня                                                                                  |